# Angela van Brakel

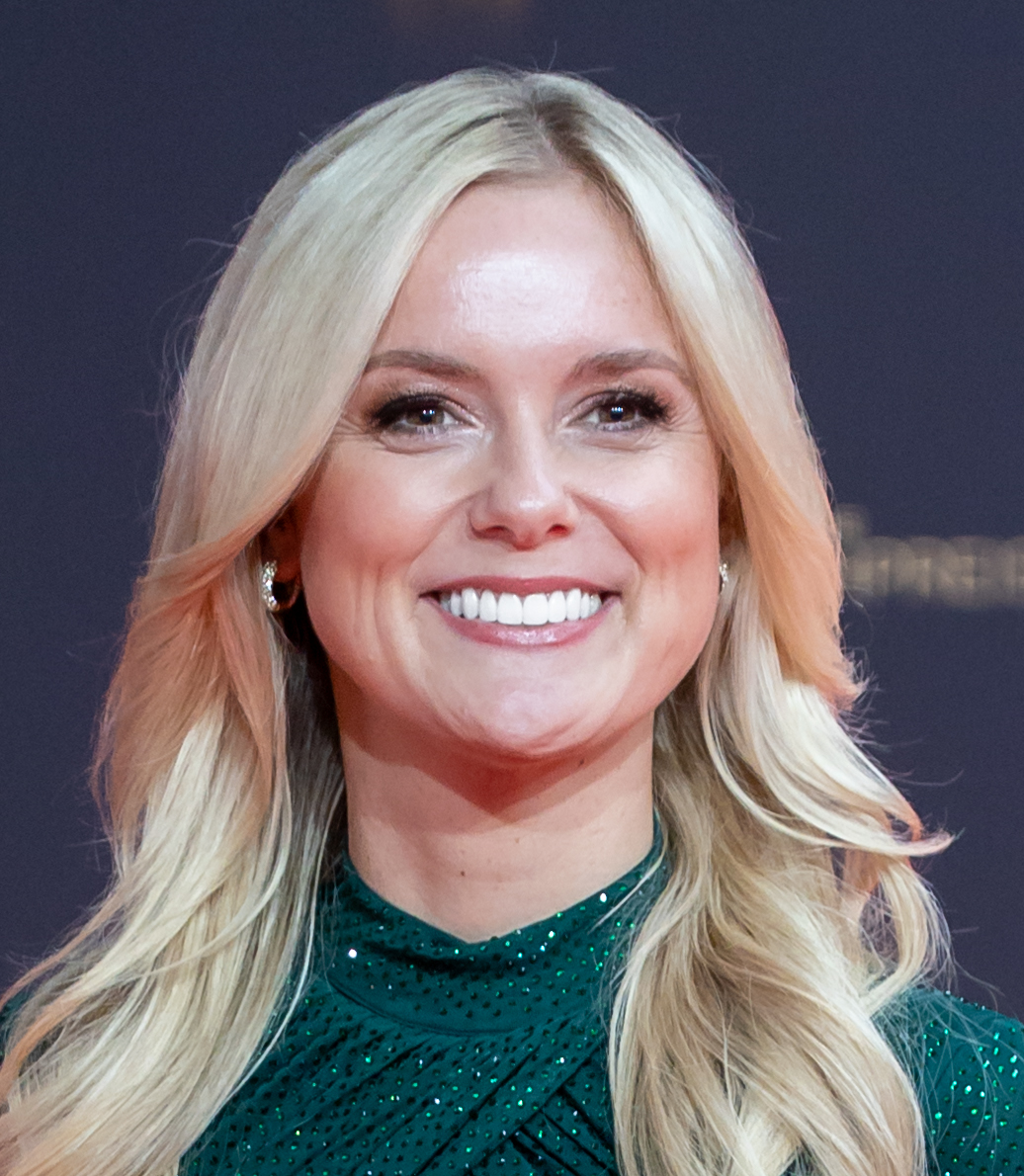
Angela van Brakel (2024)

Angela van Brakel (* 13. Juni 1986 in Frankfurt am Main, geb. Angela Knäble) ist eine deutsche Fernsehmoderatorin und Reporterin.

## Werdegang
Nach ihrem deutschen und amerikanischen Abitur absolvierte van Brakel ein Mehrfachstudium an der Universität Siegen, der Universitat Autònoma de Barcelona und der University of Western Sydney mit der Fachrichtung Sprachen, Kommunikation und Politik. Sie spricht fünf Fremdsprachen.
Ihre ersten Fernseherfahrungen sammelte Angela van Brakel in den Semesterferien bei RheinMainTV, Kabel eins und im ZDF-Auslandsstudio in Washington, D.C. Nach dem Studium folgte ein redaktionelles Volontariat bei Sat.1 Bayern und N24 (heute: WELT). Von Juli 2009 bis Frühjahr 2022 war sie als Moderatorin, Live-Reporterin und Redakteurin tätig.
Für die regionalen und nationalen Sat.1 Nachrichten, WELT und die Deutsche Welle berichtete van Brakel live aus dem In- und Ausland, u. a. aus dem Gazastreifen, Israel, Ukraine, Mexiko und Russland. Außerdem moderierte sie für den mexikanischen Fernsehsender Sistema Michoacano de TV.
Von Januar bis Mitte Juni 2023 moderierte van Brakel die Kabel eins news sowie seit Mitte Juni 2023 die Nachfolgesendung Newstime auf Kabel eins und Sat.1, seit Oktober 2023 präsentiert sie ausschließlich die Hauptausgabe von Newstime auf Sat.1. Im Jahr 2025 moderierte sie auf Pro7, Sat.1 und Joyn die Bundestagswahl, die US-Wahl sowie die Inauguration von Donald Trump. Außerdem ist sie für die Sendergruppe weltweit in Kriegs- und Krisenregionen unterwegs.
Für die Deutsche-Welle-Akademie schrieb sie gemeinsam mit 22 lateinamerikanischen und deutschen Nachwuchsjournalisten den Blog „once amigos“ auf Spanisch und Portugiesisch.
Sie ist die jüngere Schwester von Jennifer Knäble.

## Gesellschaftspolitisches Engagement
Angela van Brakel engagiert sich ehrenamtlich als Botschafterin für den Bundesverband Kinderhospiz.
Gemeinsam mit Autor Robert Hültner unterstützt und bewertet sie die geförderten Medienprojekte junger Talente des Programms „In eigener Regie“, das eine Gemeinschaftsinitiative der Bayerischen Landeszentrale für neue Medien (BLM) und des JFF – Institut für Medienpädagogik in Forschung und Praxis ist.

## Auszeichnungen
Van Brakel war Reporterin für die Dokumentation An der Grenze – 24 Stunden an den Brennpunkten der Flüchtlingskrise, die mit dem Deutschen Fernsehpreis 2016 in der Kategorie Beste Information ausgezeichnet wurde.